# UCAS-D

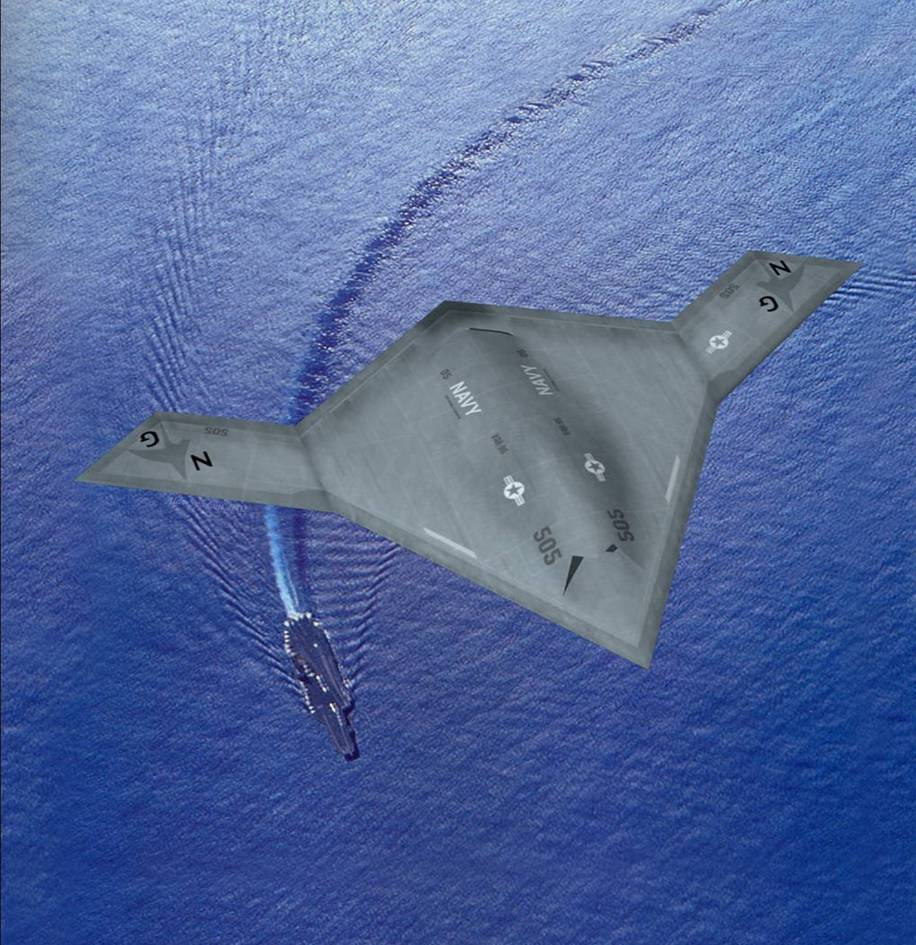
Computergraphik der X-47B UCAS-D

Mit UCAS-D (engl. Unmanned Combat Air System Demonstrator, dt. etwa Prototyp eines unbemannten Kampfflugzeugs) wird in den USA ein militärisches Programm der United States Navy zur Entwicklung trägergestützter, unbemannter Kampfflugzeuge, sog. Drohnen, benannt. Es entstand zu Beginn des 21. Jahrhunderts im Rahmen des DARPA-J-UCAS-Programms. Die Bezeichnung wird teilweise auch synonym für den einzigen bisher gebauten Prototyp NGC X-47B verwendet.

## Typen
Nach einer Ausschreibung wurde das Unternehmen Northrop Grumman (NGC) im Jahre 2007 von der US Navy beauftragt, zwei Testflugzeuge zu entwickeln. Unter der Bezeichnung X-47B UCAS-D entwickelte Northrop Grumman bis 2008 einen ersten Prototyp zum Einsatz insbesondere auf Flugzeugträgern. Die etwa 12 m lange und 19 m (eingeklappt 9 m) breite, einstrahlige X-47B befindet sich seit 2009 in Erprobung. Im Dezember 2009 wurden mit etwa einjähriger Verspätung erstmals Rollversuche auf der United States Air Force Basis 42 (AFP 42) im kalifornischen Palmdale durchgeführt. Am 4. Februar 2011 absolvierte die X-47B ihren Erstflug, der erste landbasierte Katapultstart erfolgte am 29. November 2012. Rollversuche auf der Harry S. Truman fanden am 9. Dezember 2012 statt, gefolgt von der ersten Landung mit Fanganlage auf einem an Land nachempfundenen Flugdeck am 4. Mai 2013. Der erste Katapultstart erfolgte am 14. Mai 2013 von der George H. W. Bush. Die erste erfolgreiche Trägerlandung fand am 10. Juli 2013 auf demselben Flugzeugträger vor der Küste Virginias statt. Erprobungstests im regulären Trägerdienst mit vollem Flugbetrieb konventioneller Trägerflugzeuge sollen 2014/2015 erfolgen. Es sind bereits Studien für eine X-47C vorhanden, welche bei einer Spannweite von 52 m eine Nutzlast von 4500 kg mitführen könnte. Die X-47B ist für das Mitführen von zwei Lenkbomben wie der GBU-31 von maximal 2000 kg in den beiden Waffenschächten ausgelegt.

## Planung
Die US Navy sieht Drohnen zusammen mit dem Joint Strike Fighter als wesentlichen Teil ihrer künftigen trägergestützten Luftstreitkräfte.